# Ninmach-tempel
De Ninmach-tempel is een antieke tempel aan de Eufraat in het historische Babylon, nu Irak.

## Toelichting

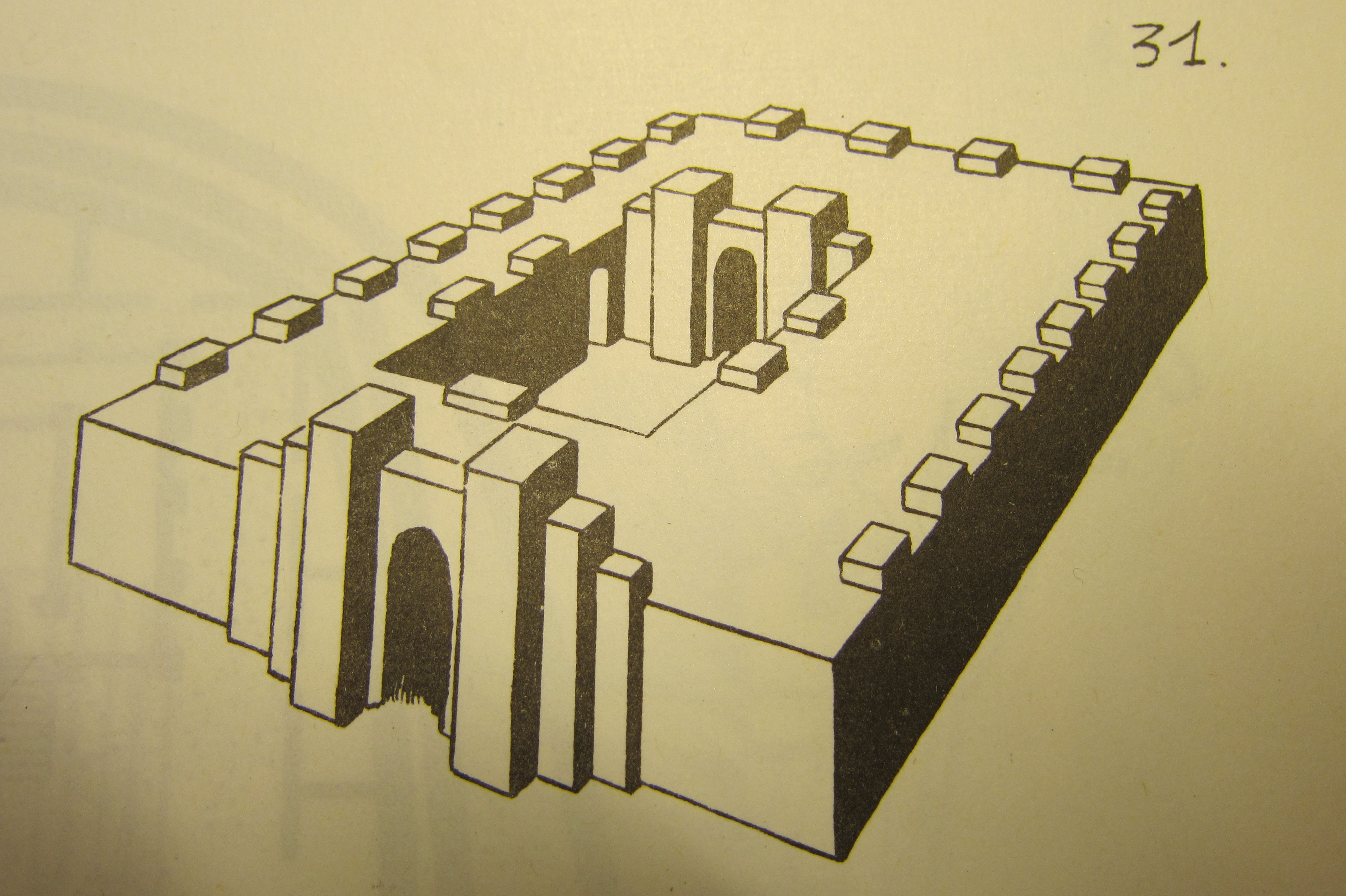
Perspectieftekening Ninmach-tempel

De tempel verrees in de laat-Babylonische bouwkundige bloeiperiode (625-539 v.Chr.) in de heilige stad Babylon. Deze benaming dankte zij aan de 53 tempels, 955 kapellen en de talrijke altaren aldaar.

Deze tempel, toegewijd aan de moedergodin Nin-Hur-Sanga, ook als Ninmach aangeduid, is een typisch Babylonisch godsgebouw. De oude benaming luidt: E-mah

De Ninmach-tempel stond dicht bij de oostzijde van de Isjtarpoort. De ingang ervan ligt aan de noordzijde en daardoor tegenover de Babylonische stadsmuur.
Volgens een inscriptie in het gebouw werd het gebouw door Šamaš-šuma-ukin opgericht. De tempel is rechthoekig van vorm met een grote binnenhof. Voor de ingang stond een altaar.  Via de toegangspoort kwam men in een voorhof en van daaruit in de binnenhof. Daartegenover bevindt zich de inkom naar het allerheiligste. Rond de binnenhof liggen verschillende ruimtes waarvan de functie niet gekend is.

Volgens inscripties ter plaatse werd het gebouw onder Nabu-kudurri-usur II gerenoveerd. In het gebouw bevonden zich vele teksten die meestal handelden over materiaalleveringen, personeelsbestand en personeelsafwezigheid. Een keer wordt de bouwmeester Labaschi met naam genoemd.

De tempel werd door de Iraakse oudheidkundige dienst volledig gereconstrueerd.
Het grondplan van deze tempel stond model voor de Romeinse basilica en later de christelijke kerk in de vorm van een Latijns kruis.